# Thouarella hilgendorfi
Thouarella hilgendorfi är en korallart som först beskrevs av Studer 1879.  Thouarella hilgendorfi ingår i släktet Thouarella och familjen Primnoidae. Inga underarter finns listade i Catalogue of Life.